# Kyawthuite
La kyawthuite est un minéral du groupe des oxydes (en) et de formule Bi3Sb5O4 avec des traces de tantale. De système cristallin monoclinique, c'est un antimoniate de bismuth naturel. Il est actuellement considéré comme le minéral le plus rare de la Terre car  un seul spécimen d'environ 1,61 carat (0,3 grammes) existe,.
Existant à l'origine uniquement sous forme synthétique, un unique spécimen naturel est finalement découvert dans les alluvions de la vallée de Chaung Gyi dans la région de Mogok en Birmanie et porte le nom du minéralogiste, pétrologue et gemmologue birman Kyaw Thu (1973-). Il est reconnu par l'Association internationale de minéralogie en 2015 en tant que minéral distinctif. Facetté et poli en une pierre de 1,61 carat, il est actuellement exposé au musée d'histoire naturelle du comté de Los Angeles.
Sa composition chimique suggère qu'il s'est formé dans une pegmatite et sa structure est décrite en feuilles en damier d'octaèdres Sb5O6 parallèles aux atomes Bi3+.